# 亜留辺
亜留辺（あるべ）は
神奈川県横須賀市出身の女性歌手。レッサーパンダに似ている事からあだ名は「レッチャー」

## 人物
- 年齢非公開
- 誕生日:1月21日
- 血液型:O型
- 特技は中華・和食の料理で趣味は温泉旅行と天気予報チェック

## 楽曲
鶴岡真紀名義
- 1994年 「みちのくの風に吹かれて」
- 1995年 「さだめの花／北果(さいは)て旅情」（バップ）
- 1997年 「むすめ神輿／影絵の花」（クラウン CRDW-3043）

亜留辺名義
- 2000年 「フリージア」
- 2001年 「故郷の思い出」
- 2002年 「沖縄ブルース」
- 2003年 「海が見たいの」
- 2004年 「愛は別離／MANMA」
- 2005年 「北の女うた／かなしみと眠らせて」
- 2005年 「True Hert」(ファン限定盤)
- 2007年 「フリージア／果てなき未来」
- 2007年 「 信天翁(あほうどり)／祭り音頭土建一筋」
- 2009年 「あなたがいたから／この歌が届くまで／むすめ神輿」
- 2010年 「灼熱のエル・アモール／星にきいてよ」（亜留辺10周年記念盤）
- 2013年 「ついホロリ／祭りだワッショイ」
- 2016年 「宵待草心中／流れ星」